# Герб Ансіана
Ге́рб Ансіа́на — офіційний символ містечка Ансіан, Португалія. Використовується як територіальний герб. У чорному щити золоте кільце, довкола якого розташовані навхрест чотири срібні гранати з пурпуровими зернинами і зеленими квітами. Щит увінчує срібна мурована містечкова корона з чотирма вежами.  Під щитом біла стрічка, на якій великими літерами напис португальською: «vila de Ansião» (містечко Ансіан).  Офіційно затверджений 14 серпня 1935 року.  

## Галерея

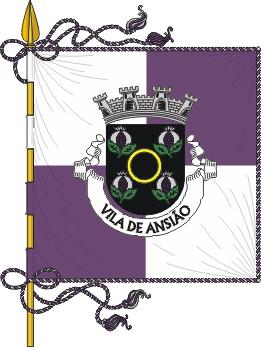
Прапор